# Lago Ossa

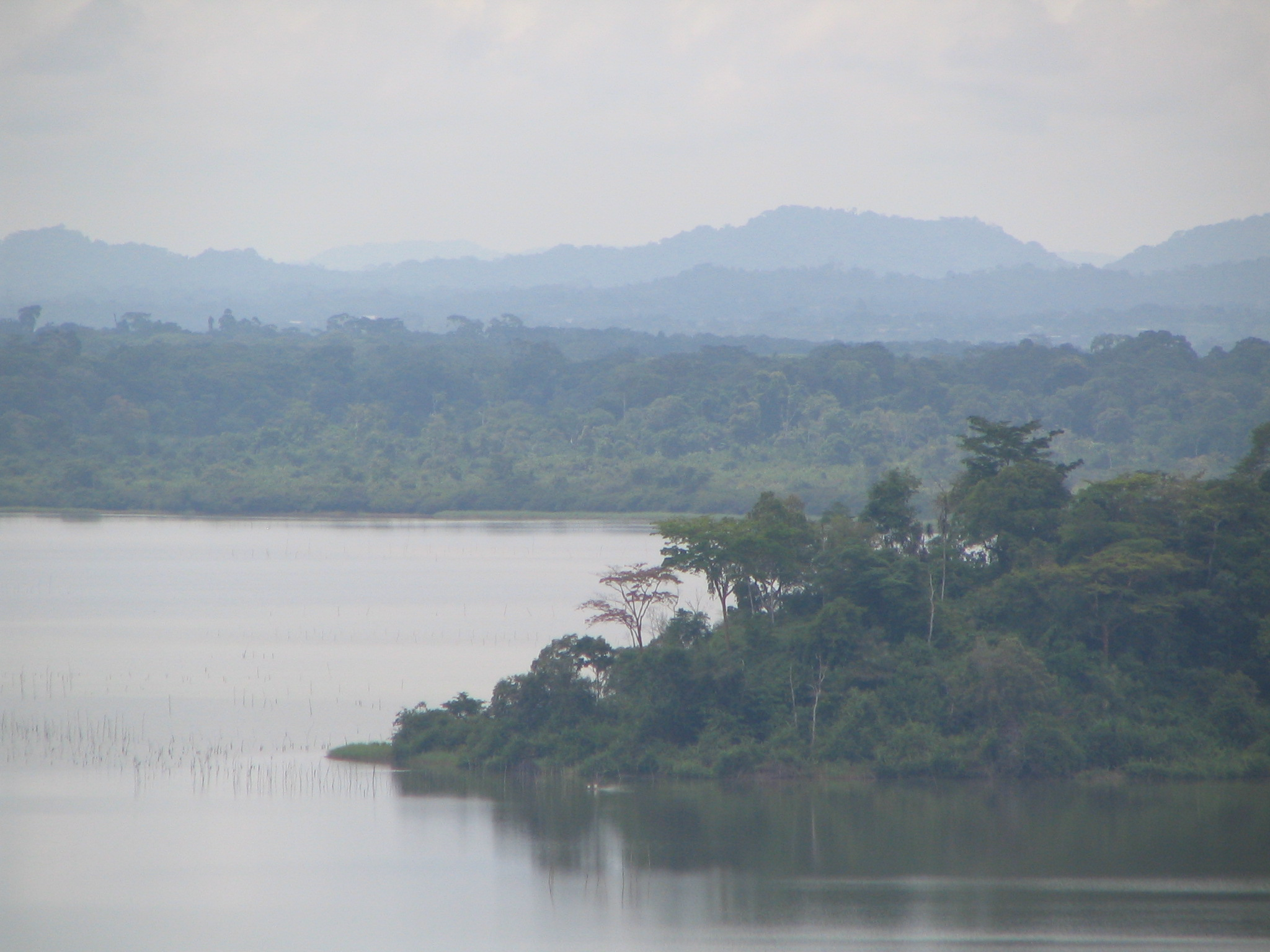
Lago Ossa

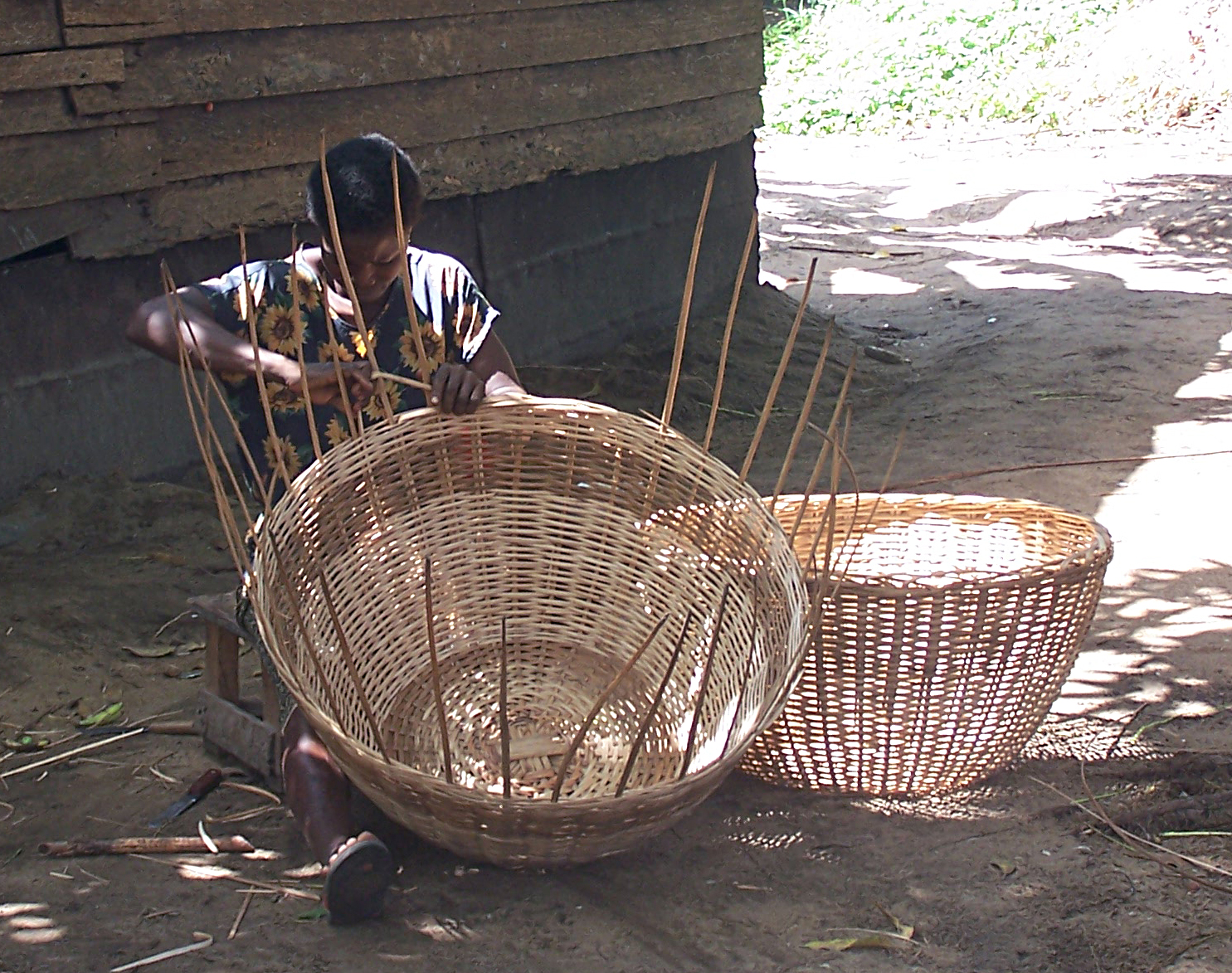
Mulher fazendo cestas próximo ao Lago Ossa.

Lago Ossa é um lago que se localiza a oeste de Edéa, na Província Litoral de Camarões. Ele foi criado pelos movimentos tectônicos da crosta terrestre. Ossa é um local popular para pesca e esportes aquáticos.